# 神聖ローマ皇帝冠

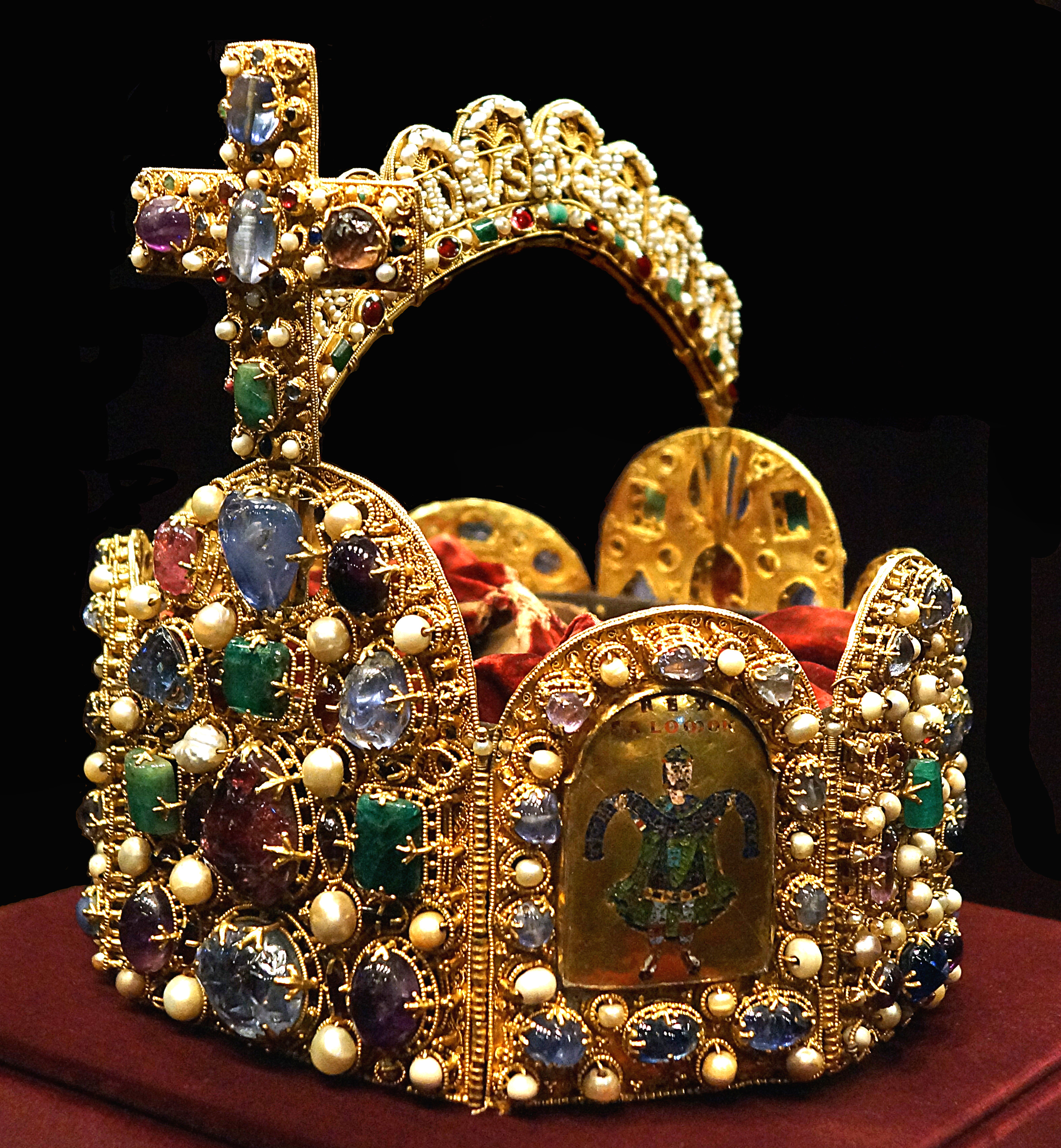
神聖ローマ皇帝冠

神聖ローマ皇帝冠（しんせいローマこうていかん、ドイツ語：Reichskrone）は、11世紀から1806年に神聖ローマ帝国が崩壊するまでの神聖ローマ帝国皇帝の帝冠（ドイツ語：Bügelkrone）。

## 概要
帝冠は、戴冠式に使用された。また、ローマ王、選挙の直後に皇帝エレクトが付けた称号でもあった。10世紀後半から11世紀初頭に作られた。他の多くの王冠とは異なり、円形ではなく八角形で、8つのヒンジ付きプレートで構成されている。帝冠の前のプレートの上には十字架が置かれ、1つのアーチが帝冠の後ろのプレートにつながっている。現在、帝冠はオーストリア、ウィーンのホーフブルクにある帝国財務省に保管されている。

## 沿革
神聖ローマ皇帝冠は、おそらく神聖ローマ帝国のどこかの地域で、オットー1世のために制作されたと考えられている。そのため、10世紀後半から11世紀初頭に制作されたと考えることができる。この冠が使用された最初の言及は12世紀のものである。その文献で言及された冠は、同じ帝冠である可能性が高いと考えられている。
神聖ローマ帝国のローマ人の王のほとんどは神聖ローマ皇帝冠によって戴冠した。インペリアルクロス（ドイツ語：Reichskreuz）、帝国宝剣
（ドイツ語：Reichsschwert）、聖槍（ドイツ語：Heilige Lanze）とともに、帝冠はインペリアルレガリア（ドイツ語：Reichskleinodien、神聖ローマ皇帝の象徴）の最も重要な部分であった。戴冠式の間に、それは笏（ドイツ語：Reichszepter）と帝国の宝珠（ドイツ語：Reichsapfel）とともに新しい神聖ローマ皇帝に与えられることとなった。神聖ローマ帝国の帝国のレガリア、特に帝国の王冠は、1349年から1421年までボヘミア（現在のチェコ共和国）に保管され、カルルシュテイン城はそれらを保護するために建てられた。1424年から1796年の間に、彼らはすべてフランコニアのニュルンベルクに収容され、戴冠式のためだけに街を出ることができた。
現在、帝冠とインペリアルレガリアの残りはウィーンのホーフブルクで展示されている。
同じ複製品が、シャルルマーニュのかつての宮殿、現在は市庁舎のKrönungssaalにあるドイツのアーヘンに存在する。フランクフルトの歴史的博物館には帝冠とレガリアの複製品もある。後期の皇帝のほとんどは都市の大聖堂(カイザードーム)で、かつて神聖ローマ皇帝の王宮があったプファルツの選挙区のトリフェルスの要塞で戴冠したためである。最新の許可された複製品は、聖ヴァーツラフの王冠のコピーと一緒に、チェコのカルルシュテイン城に保管されている。
神聖ローマ皇帝冠は円形ではない珍しい冠のつくりとなっている。そのデザインは、意図的に東ローマ帝国の皇帝冠に似せられていると考えられている。この冠は、プレートに金色のリベットで留められた2本の鉄のストリップが、帝冠を一緒に保持し、八角形の形をしている、という構造になっている。これらの鉄片が設置された時点は不明である。リングを追加する前に、プレートは長い金色のピンでまとめられていたため、プレートとアーチを分離して輸送を容易にすることができたのだった。
冠のの各プレートは、約22カラットのハイカラットゴールドで作られている。周囲には、真珠と宝石がちりばめられており、それらは、古代ローマ帝国時代の装飾様式をより一層豪奢なものにしている。石はファセットにカットされず（クラウンが作成された時点ではまだ未知の技法であった）、丸みを帯びた形状に研磨されている。この技法は古代ローマ帝国の技法であり、このような宝石は「エンカボション」であると説明されており、現在でも製造されている。真珠と石は金属に切り込まれた開口部に入れられ、細いワイヤーで留められた。その効果は、光が当たると、石はまるで内部から輝いているように見えることであった。
帝冠は144の貴石（サファイア、エメラルド、アメジストを含む）（東ローマ帝国のプロトコルでは皇帝にふさわしい緑と青の貴石）とほぼ同数の真珠で飾られている。同様の宝石がちりばめられた装飾のスタイルは、この時期に多くの種類の貴重なオブジェクト、特に聖遺物箱、核心の宝石、または十字架のロスエアなどの行列または祭壇の十字架、および本の表紙などの貴重なオブジェクトに使用されたものであった。

## 冠に描かれた聖書の描写

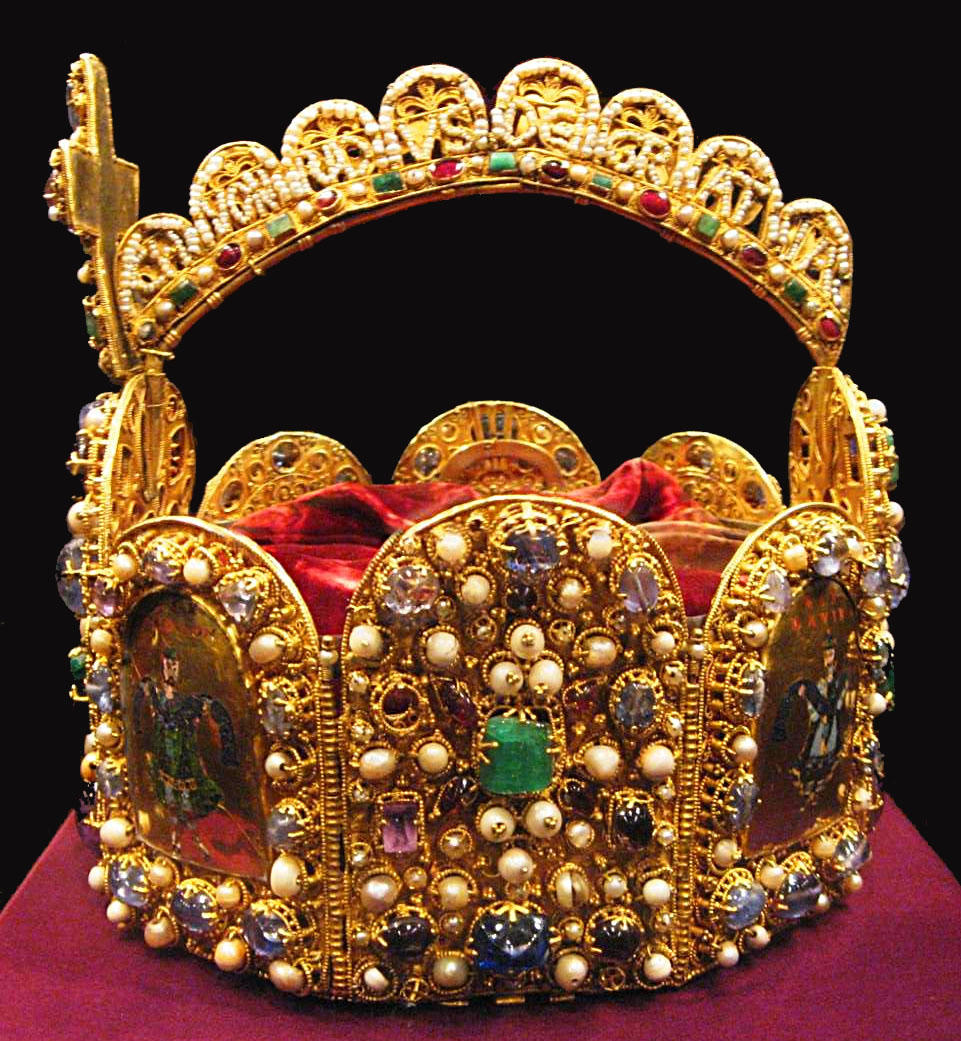
神聖ローマ皇帝の聖書の描写

4つの小さな額には、ビザンチン様式のセンシュメルツスタイルで、聖書からの人物像と場面の絵画表現、七宝焼きのエナメルの碑文が描かれる意匠となっている。「ピクチャープレート」（Bildplatten）と呼ばれる4つのプレートはそれぞれ、旧約聖書からの描写を示している。これらのエナメルを塗られたプレートのそれぞれは、隆起したフィリグリーの設定で青いサファイアと真珠に囲まれています。正面右のプレートは、赤いエナメルの碑文の下にある2つのケルビムの間にある陛下のキリストを示しています。[私]は、「王が統治している」と表明している（箴言8:15）。[2]背面右のプレートは、預言者イザヤが立ってベッドに座っているヒゼキヤ王に話しかけているところを示してる。イザヤは「見よ、私はあなたの人生に15年を追加します」（II Kings 20：6）という言葉を載せた巻物を持っている。イザヤとヒゼキヤの上には、赤いエナメルのISAIAS P [ro] PHETA・EZECHIAS REX "預言者イザヤ-ヒゼキヤ王"の碑文がある。正面左のプレートは、赤いエナメルREX SALOMON "King Solomon"の碑文の下に、「主を恐れ、悪から逃げなさい」（箴言3：7）と書かれた巻物を持っているソロモン王を示してると考えられる。後部左のプレートは、赤いエナメルのREX DAVID「キングデイビッド」の碑文の下に、「有名な王は正義を行うことを喜びます」（詩篇99：4）の言葉が書かれた巻物を持っているダビデ王を示している。
他の4つのプレートは「ストーンプレート」（Steinplatten）と呼ばれ、サイズが異なり、隆起したフィリグリーの設定で貴重な石と真珠のみで装飾されている。表と裏の12個の石は、おそらくユダヤ人の大祭司の胸当ての12個の石（出エジプト記39：9-14を参照）と洗礼者ヨハネへの啓示の新エルサレムの12個の基礎石を直接参照していると思われる（ Cf. Revelation 21：19-21）。
フロントプレートの上部中央の石は、現在失われている有名な石に代わる三角形のサファイアである。これは、Waise（つまり、その独自性から「孤児」）と呼ばれ、おそらく大きな白いオパールとワインである。赤い火、またはおそらく非常に鮮やかなガーネットまたは赤いジルコンと、多くの伝説的な中世伝承の主題であった。中世の神学者であり哲学者でもあるアルバート大王は、1250年にそれについて書き残している
それが皇冠から削除された方法または理由は不明であり、それについて最後に言及したのは、1350年にカール4世の記録である。
帝冠の前面と背面のプレートには単一のアーチがあり、シードパールの名前が書き示されている。このアーチの左側にあるこれらのシードパールは、CHUONRADUS DEI GRATIA 「コンラッド、神の恵みによって」、右側にはROMANORU（M）IMPERATOR AUG（USTUS）(ローマ皇帝アウグストゥス)と書かれている。正面板の上とアーチの前には、宝石の十字架があり、元々はヘンリー2世のものとされている胸十字です。後になって皇冠に付けられた。[1]アーチとクロスの両方が、おそらくコンラッドの治世中にのみ追加された。
また、2つの側面の石のプレートにはそれぞれ3つの小さな穴があり、ペンダンティアと呼ばれるペンダントジュエルが付いたチェーンがあり、ハンガリーの聖ステファンの聖王冠に今も見られるようなものであった。
現在の帝冠の内側にある赤いベルベットの帽子は、17世紀のものある。この前に、帝冠は留め釘の上に着用された。元々、皇帝の冠がビザンチン様式の「カメラウカム」の形をとっていた留め継ぎの形状が、アーチが今折りたたまれたインナーキャップの中央を押し下げて、刺繍のようにどちらかの側に膨らんだ場合11世紀の司教の留め釘の表から裏にかけてのリボンは、リネン生地を両側に膨らませた。したがって、インペリアルクラウンは、神聖ローマ皇帝が皇室の唯一の特権として着用したマイタークラウンの最も初期の形態であるように見える。
なお、神聖ローマ皇帝冠は、1871年にドイツ皇帝と帝国の紋章のために採用されたドイツ皇帝冠の参考になった。

## その他
神聖ローマ帝国の帝冠は、2008年に造られた高価値の記念コイン、100ユーロの神聖ローマ帝国の帝冠記念コインの主なモチーフとして選択された。表側は、神聖ローマ帝国の帝冠を示している。裏は、皇帝オットー1世がローマの旧サンピエトロ大聖堂を背景にしており、戴冠式が行われた場所を示している。